# Paris est toujours Paris
Paris est toujours Paris is een Frans-Italiaanse komedie uit 1951 onder regie van Luciano Emmer. Yves Montand speelt in de film zichzelf als zanger.

## Verhaal
Een groep Italiaanse voetbalsupporters reist naar Parijs om hun nationale elftal aan te moedigen dat tegen Frankrijk moet spelen.

## Rolverdeling
| Acteur               | Personage         |
| -------------------- | ----------------- |
| Aldo Fabrizi         | Andrea de Angelis |
| Lucia Bosè           | Mimi de Angelis   |
| Henri Guisol         | Monsieur Morand   |
| Ave Ninchi           | Elvira de Angelis |
| Jeannette Batti      | Claudia           |
| Hélène Rémy          | Christine         |
| Marcello Mastroianni | Marcello Venturi  |
| Franco Interlenghi   | Franco            |
| Yves Montand         | zichzelf          |